# Lewis Hertslet
Lewis Hertslet, né en 1787 et mort en 1870, est un bibliothécaire et éditeur anglais.